# Евангелие от Марк
Евангелието от Марк (понякога архаизирано Евангелие от Марка или Евангелие от Марко, на гръцки: Κατά Μάρκον Ευαγγέλιον), е втората книга от Новия завет и второто от четирите канонични евангелия. В традиционната подредба на книгите от Новия завет стои след Евангелието от Матей и пред Евангелието от Лука (като последно е Евангелието от Йоан). Написано е от апостол Марк през 44 г.
Марк е от 70-те ученици на Иисус Христос. Ученик и сътрудник на апостол Петър, който го поставя за епископ в град Александрия, където заради своята проповед за Христа е завързан, влачен по градските улици и пребит на 25 април 68 г. Споменава се от апостол Петър: „Поздравява ви избраната заедно с вас църква във Вавилон, и син ми Марко.“